# Finlandia en los Juegos Olímpicos de Estocolmo 1912
Finlandia estuvo representada en los Juegos Olímpicos de Estocolmo 1912 por un total de 164 deportistas que compitieron en 10 deportes.  
El portador de la bandera en la ceremonia de apertura fue el gimnasta Eino Saastamoinen.

## Medallistas
El equipo olímpico finlandés obtuvo las siguientes medallas:
| Nombre                                                                                                | Deporte            | Competición                   |
| --- | ------------------ | ----------------------------- |
| Oro                                                                                                   |                    |                               |
| Hannes Kolehmainen                                                                                    | Atletismo          | 5000 m M                      |
| Hannes Kolehmainen                                                                                    | Atletismo          | 10 000 m M                    |
| Hannes Kolehmainen                                                                                    | Atletismo          | Campo a través ind. M         |
| Armas Taipale                                                                                         | Atletismo          | Disco M                       |
| Armas Taipale                                                                                         | Atletismo          | Disco con dos manos M         |
| Juho Saaristo                                                                                         | Atletismo          | Jabalina con dos manos M      |
| Kaarlo Koskelo                                                                                        | Lucha grecorromana | 60 kg M                       |
| Emil Väre                                                                                             | Lucha grecorromana | 67,5 kg M                     |
| Yrjö Saarela                                                                                          | Lucha grecorromana | +82,5 kg M                    |
| Plata                                                                                                 |                    |                               |
| Hannes Kolehmainen Jalmari Eskola Albin Stenroos                                                      | Atletismo          | Campo a través por eqs. M     |
| Elmer Niklander                                                                                       | Atletismo          | Disco con dos manos M         |
| Juho Saaristo                                                                                         | Atletismo          | Jabalina M                    |
| Väinö Siikaniemi                                                                                      | Atletismo          | Jabalina con dos manos M      |
| Equipo                                                                                                | Gimnasia artística | Sistema libre por eqs. M      |
| Ivar Böhling                                                                                          | Lucha grecorromana | 82,5 kg M                     |
| Johan Olin                                                                                            | Lucha grecorromana | +82,5 kg M                    |
| Waldemar Björkstén Jacob Björnström Bror Brenner Allan Franck Erik Lindh Aarne Pekkalainen Harry Wahl | Vela               | 10 Metre M                    |
| Bronce                                                                                                |                    |                               |
| Albin Stenroos                                                                                        | Atletismo          | 10 000 m M                    |
| Urho Peltonen                                                                                         | Atletismo          | Jabalina con dos manos M      |
| Elmer Niklander                                                                                       | Atletismo          | Peso con dos manos M          |
| Otto Lasanen                                                                                          | Lucha grecorromana | 60 kg M                       |
| Alfred Asikainen                                                                                      | Lucha grecorromana | 75 kg M                       |
| Nestori Toivonen                                                                                      | Tiro               | Blanco móvil 100 m ind. M     |
| Nestori Toivonen Axel Londen Iivar Väänänen Ernst Rosenqvist                                          | Tiro               | Blanco móvil 100 m por eqs. M |
| Arthur Ahnger Emil Lindh Bertil Tallberg Gunnar Tallberg Georg Westling                               | Vela               | 8 Metre M                     |
| Max Alfthan Erik Hartvall Jarl Hulldén Sigurd Juslén Ernst Krogius Eino Sandelin John Silén           | Vela               | 12 Metre M                    |